# Uber Anghinoni
Uber Anghinoni (Marcaria, 4 giugno 1953) è un politico italiano.

## Biografia
Uber Anghinoni è nato nella frazione di Casatico del comune di Marcaria. Dopo gli studi all'istituto tecnico agrario e la laurea in scienze della produzione animale, si dedicò all'insegnamento e alla libera professione di agronomo. Alla fine degli Anni Ottanta s'impegnò in politica con la Lega Lombarda, con la quale fu eletto nel 1990 nel consiglio comunale e in quello provinciale di Mantova. Nel 1992 fu eletto deputato nella circoscrizione Mantova-Cremona. In questo periodo fu anche segretario provinciale di Mantova della Lega Nord, carica che lasciò dopo le elezioni provinciali del 1992.
Alle elezioni del 1994 fu rieletto per la coalizione del Polo delle Libertà nel collegio uninominale dell'Alto Mantovano, col 51,6% dei voti..  Nello stesso collegio fu ricandidato dalla sola Lega nel 1996, ma raccogliendo il 31,7% fu sconfitto da Diego Masi dell'Ulivo col 36,9% dei voti. Anghinoni fu comunque rieletto grazie al recupero proporzionale nella circoscrizione Lombardia 2. Durante la XIII legislatura appoggiò la protesta dei Cobas del Latte, presentando diverse interrogazioni e proposte di legge in parlamento. Nel 1995 era stato candidato dalla Lega Nord a sindaco di Mantova, ma aveva raccolto solo l'8,5% dei voti, risultato considerato deludente.
Avendo espresso scetticismo sull'alleanza tra Lega Nord e Forza Italia, non fu ricandidato nel 2001, quando nel suo collegio la Casa delle Libertà presentò Bruno Tabacci. Da allora non ricoprì più cariche all'interno del partito.